# Дар'їно (Мелеузівський район)
Да́р'їно (рос. Дарьино, башк. Дарьино) — село у складі Мелеузівського району Башкортостану, Росія. Адміністративний центр Партизанської сільської ради.
Населення — 801 особа (2010; 925 в 2002).
Національний склад:
- росіяни — 91%